# Begli Annageldijev
Begli Annageldijev (turkmeniska: Begli Annageldiýev) född 24 maj 1984, är en professionell turkmenisk fotbollsspelare. Han spelar för närvarande för Asjgabat-klubben HTTU Aşgabat. Utöver klubblagsspel har han även gjort 25 landskamper för Turkmenistans herrlandslag i fotboll. År 2007 utsågs han till årets spelare i Ýokary Liga. 